# واکنش‌های بین‌المللی به جنگ غزه (۲۰۰۸–۲۰۰۹)

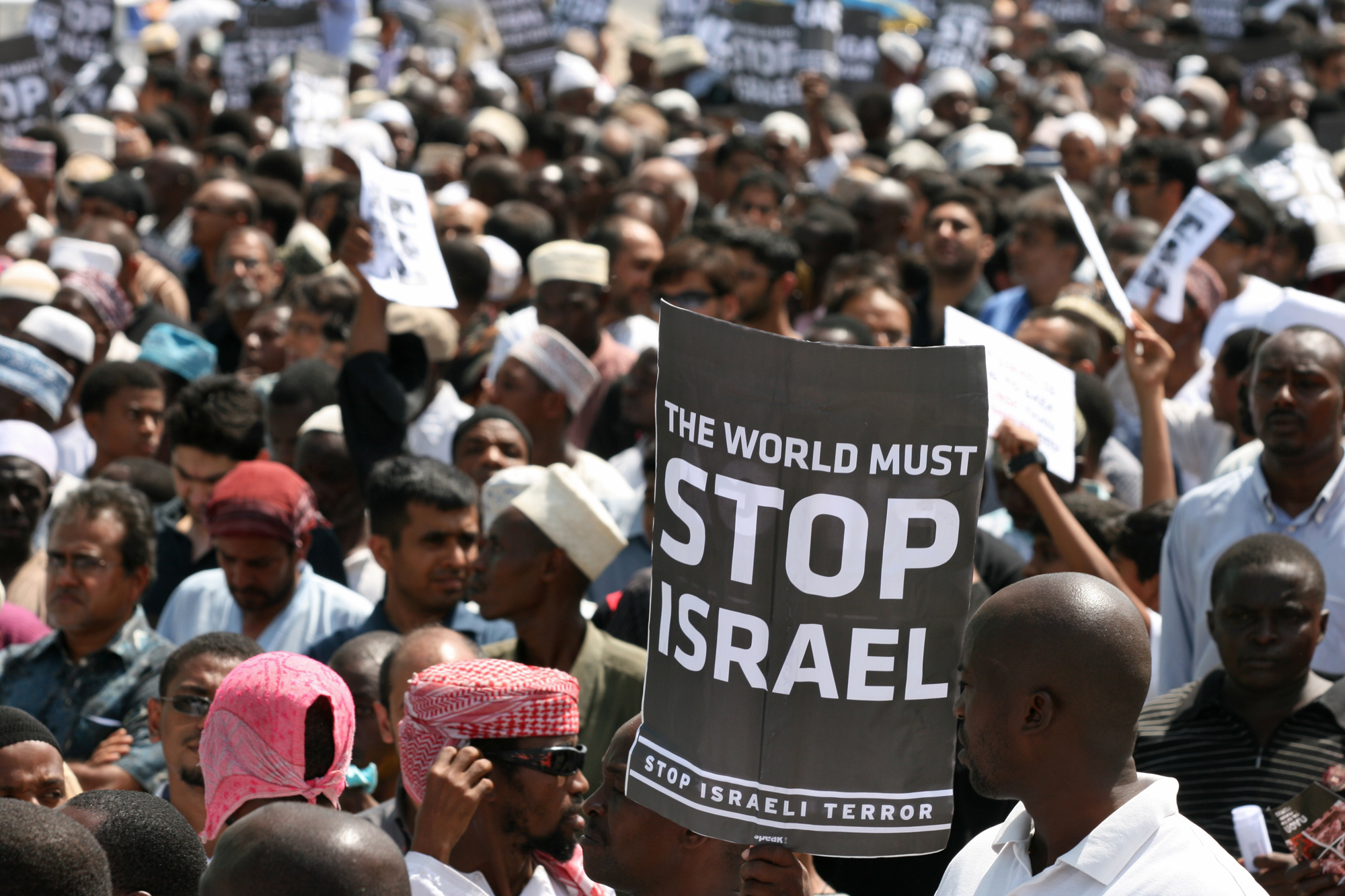
تانزانیا-۲ ژانویه ۲۰۰۹

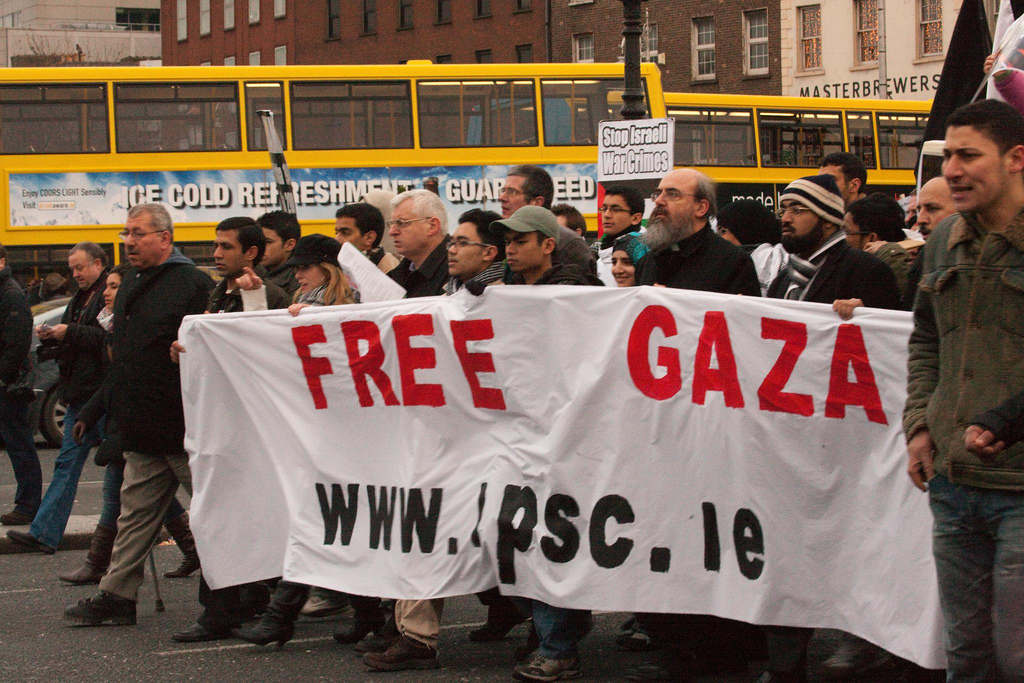
ایرلند-۳ ژانویه ۲۰۰۹

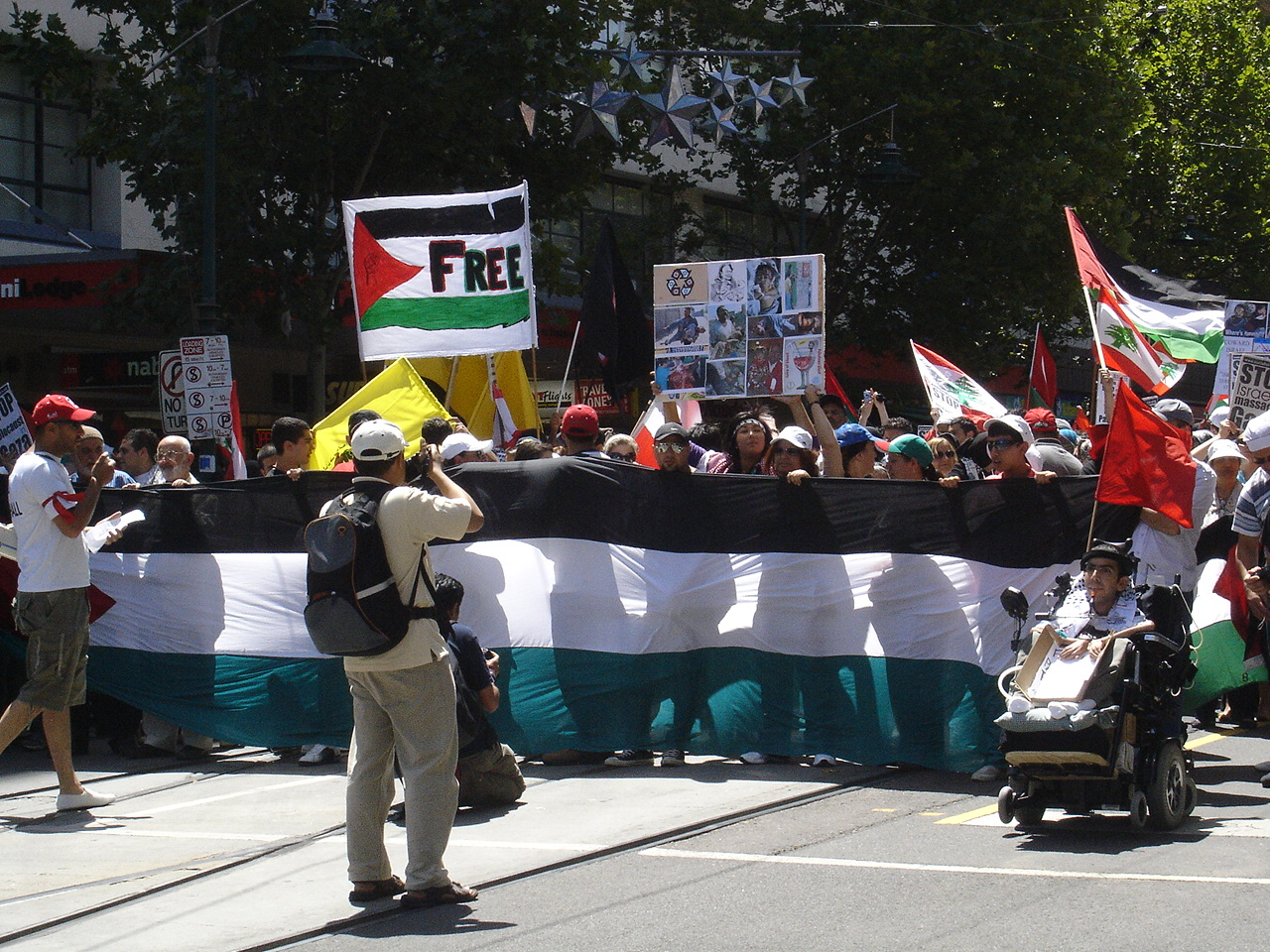
استرالیا-۴ ژانویه ۲۰۰۹

جنگ ۲۰۰۸–۲۰۰۹ غزه همراه با موضع‌گیری بسیاری از کشورها و سازمان‌ها در سطح جهان بود. همچنین تظاهرات‌های مردمی قابل ملاحظه‌ای در کشورهای گوناگون برگزار شد که گاه با مواضع رسمی کشورها تفاوت آشکاری داشت. وقوع این جنگ به روابط بین اسرائیل با برخی کشورهای عربی که به سمت عادی‌سازی پیش می‌رفت آسیب زد. یک مقام اسرائیلی همچنین اظهار کرد که این جنگ احتمالاً روابط رو به پیشرفت اسرائیل با کشورهای اروپایی را تحت تأثیر قرار داده و موجب معکوس شدن سیر پیشرفت تعاملات می‌شود.

## واکنش‌های رسمی

### واکنش کشورها
- ایالات متحده آمریکا: دولت آمریکا در واکنش به این حمله اسرائیل، حملات موشکی حماس را مسبب اصلی خشونت‌ها دانست ولی در عین حال از اسرائیل خواست از هدف قراردادن غیر نظامیان در این حملات خودداری کند[۵] همچنین کاندولیزا رایس وزیر امور خارجه آمریکا خواستار کمک‌های بشر دوستانه فوری به مردم غزه شد.[۶]
- ایران: دولت ایران در واکنش به این حملات در حال شکایت از اسرائیل در دادگاه‌های بین‌المللی است.[۷]

### واکنش سازمان‌های بین‌المللی
- اتحادیه عرب: قرار بود در قاهره در تاریخ ۲۸ دسامبر ۲۰۰۸ جلسه‌ای فوق‌العاده برای گفتگو دربارهٔ حمله‌های اسرائیل برگزار کند[۸] که این جلسه به تاریخ ۲ ژانویه ۲۰۰۹ در دوحه به تأخیر افتاد.[۹] علیرغم تلاش گسترده قطریها در ترغیب کشورهای عرب برای حضور در این اجلاس، این جلسه نیز به دلیل خودداری کشورهای عرب به حضور در جلسه منحل شد. این قبیل کشورها علت عدم حضور خود را جلوگیری از تشدید تنشها میان دول عرب بر سر چگونگی برخورد با جنگ غزه و اسرائیل بیان کردند.[۱۰]
- سازمان ملل: بان کی مون، دبیرکل سازمان ملل، ضمن محکوم کردن این حملات، آن را اقدامی بی‌منطق و خشونت‌آمیز نامید که موجب کشته‌شدن غیرنظامیان می‌شود.[۱۱]
- سازمان ملل: ریچارد فالک، گزارشگر ویژه حقوق بشر سازمان ملل در سرزمین‌های فلسطینی، دولت اسرائیل را به نقض فاحش حقوق بشر و کاربرد تسلیحات پیشرفته برای ارتکاب یک رشته خشونت تکان‌دهنده علیه مردم بی‌دفاع در غزه متهم کرد.[۱۲]
- شورای امنیت سازمان ملل: در ۲۸ دسامبر شورای امنیت خواستار توقف فوری کلیه خشونت‌ها شد.[۱۳]
- اتحادیه اروپا: خاویر سولانا، مسؤول سیاست خارجی اتحادیه اروپا، با محکوم‌کردن حملهٔ اسرائیل گفت: «حملات کنونی نیروی هوایی اسرائیل به غیرنظامیان غزه به هیچ وجه قابل قبول نیست و تنها اوضاع را در این منطقه تشدید کرده و دستیابی به صلح را مشکل می‌کند. به گفته وی هیچ راه نظامی برای ایجاد صلح در منطقه وجود ندارد.»[۱۱]
- دفتر هماهنگی جنبش عدم تعهد با انتشار بیانیه‌ای تجاوز نظامی اسراییل را به نوار را محکوم کرد در بخشی از بیانیه آمده‌است: حملات اسراییل به نوار غزه که موجب مرگ صدها غیرنظامی از جمله کودکان و انهدام مایملک و تأسیسات زیربنایی فلسطینیان شده … صلح و امنیت بین‌المللی را تهدید می‌کند.[۱۴]
- سازمان عفو بین‌الملل: این سازمان از شورای امنیت سازمان ملل خواست تا علیه همه طرف‌های درگیر، تحریم‌های تسلیحاتی به اجرا بگذارد. این سازمان در گزارش خود اسرائیل را به استفاده غیرقانونی از فسفر سفید و مهماتی که از آمریکا به دست آورده، متهم کرده‌است. حماس نیز به پرتاب راکت‌های بی‌هدف به اسرائیل متهم شده‌است. سخنگوی حماس گزارش عفو بین‌الملل را رد کرده و آن را ناعادلانه دانسته و مقایسهٔ میان ماشین جنگی اسرائیل و سلاح‌های ابتدایی فلسطینیان را صحیح ندانسته.[۱۵] همچنین سازمان عفو بین‌الملل اسرائیل را به دلیل تخریب وسیع خانه‌های مسکونی غزه به وسیله کارگذاشتن بمب در آنها را محکوم کرد.[۱۶]

### واکنش نهادها و سازمانهای اسلامی
اتحادیه بین‌المللی علمای مسلمان در بیانیه‌ای سکوت دولت‌های اسلامی را مغایر موازین شرع دانسته و از مسلمانان و دولت‌های کشورهای اسلامی خواست تا دفاع از مردم غزه را وظیفه شرعی دانسته و از همه توان خود برای کمک به مردم آن بهره برند.

### واکنش مقامات سیاسی جهان
- ایران: نمایندگان مجلس جمهوری اسلامی ایران نسبت به این بمباران اعتراض کردند و خواستار رسیدگی سازمان بین‌المللی شدند. رئیس کمیسیون امنیت ملی و سیاست خارجی مجلس نیز این حرکت اسرائیل را نشانهٔ توانمندی اسرائیل ندانسته، بلکه آن آن را نشان ضعف اعلام کرد.[۱۸]
- ایران: سیامک مره صدق، نماینده کلیمیان مجلس جمهوری اسلامی ایران، در تاریخ ۳۰ دسامبر ۲۰۰۸ در سخنرانی پیش از دستور خود، جنایات غزه را محکوم اعلام کرد و ادامه اضافه کرد: در این راستا ایرانیان کلیمی برای ابراز همدردی با ملت فلسطین و برای اعتراض به سکوت مجامع بین‌المللی امروز در مقابل مقر سازمان ملل در تهران همدردی خود را با قربانیان این جنایت هولناک اعلام می‌کنند و بیمارستان خیریه دکتر سفیر نیز همه امکانات خود را در راستای کمک به قربانیان این نسل‌کشی به کار می‌گیرد.[۱۹]
- یمن: علی عبدالله صالح رئیس‌جمهور یمن این حملات را به عنوان «تجاوز وحشیانه» محکوم کرد.[۲۰]
- لیبی: معمر قذافی رئیس‌جمهور لیبی، با حمله لفظی به اسرائیل، رهبران کشورهای عربی را نیز به دلیل عدم اقدام عملی در مقابل این جنایات ترسو و بزدل خواند و این حمله را نتیجه طرح صلح عربی دانست.[۲۱]
- ایالات متحده آمریکا: بسیاری از مقامات سیاسی آمریکا با حمایت از اسرائیل خواستار توقف حملات شدند. سناتور شرود براون از اوهایو در مصاحبه با شبکه‌ای بی سی گفت: «مسلم است که اسرائیل حق دفاع از خود را دارد. حماس حتی وجود اسرائیل را بi رسمیت نمی‌شناسد.»[۲۲][پیوند مرده][۲۳]
- ایالات متحده آمریکا: در حالیکه باراک اوباما اعلام کرد که اوضاع را زیر نظر دارد،[۲۴] او پیشتر بر لزوم دفاع اسرائیل از خود تأکید کرده بود: «اگر دو دختر من هم هر شب هنگام خواب در منزلمان در معرض خطر موشکهای حماس قرار داشتند، برای حفظ جان آنان دست به هر کاری می‌زدم.»[۲۵]
- پاکستان: آصف علی زرداری رئیس‌جمهور پاکستان در در بیانیه‌ای حملات موشکی اسرائیل به غزه را محکوم کرد و خواستار متوقف شدن فوری این حملات شد.[۲۶]
- اسرائیل: گابریلا شالف، نماینده اسرائیل در سازمان ملل متحد اعلام کرد که حملات برای حفاظت از شهروندان اسرائیل در برابر حملات تروریستی بیشتر صورت گرفته‌است. ایهود اولمرت نخست‌وزیر اسرائیل نیز قول داد که از بروز یک بحران انسانی اجتناب کند.[۲۷]
- دانیل اورتگا، رئیس‌جمهور نیکاراگوئه در هفتهٔ سوم جنگ، جنایات اسرائیل را نسل‌کشی مردم غزه دانست و با محکوم کردن کشتار زنان و کودکان و خانواده‌ها، اسرائیل را به اتمام هر چه سریعتر حملات خواند و از جامعهٔ بین‌المللی نیز درخواست کرد که یکبار برای همیشه گام‌های لازم برای قطع تجاوزات ددمنشانهٔ اسرائیل بردارد.[۲۸]
- اسرائیل: ایهود اولمرت نخست‌وزیر مستعفی اسرائیل ابراز داشت که با مشاهدهٔ تصاویر تلویزیونی از جنایات اسرائیل در غزه، گریسته‌است و عنوان کرد: چه کسی با دیدن این صحنه‌ها گریه نمی‌کند!؟[۲۹]
- اسرائیل: ایهود اولمرت بیان کرد که پس از تصمیم کابینه برای حمله به غزه، اطمینان داشت که به علت تراکم جمعیتی بالای غزه، افراد بی گنا فراوانی کشته می‌شوند.[۳۰]

### واکنش مقامات رسمی
- ژاکوب کلنبرگر رئیس کمیته جهانی صلیب سرخ در روز نوزدهم جنگ و پس از بازدید از غره اظهار داشت: «متأسفانه اوضاع انسانی غزه بسیار وخیم و خطرناک است.»[۳۱]
- جرالد کافمن نماینده برجسته و یهودی پارلمان انگلیس، اقدامات سربازان اسرائیل در غزه را با اقدامات حزب نازی آلمان که روزگاری باعث فرار خانواده او از لهستان شد مقایسه کرد و حتی ایجاد کشور اسرائیل را حاصل تروریسم یهود دانست، وی هرچند حماس را گروهی عمیقاً کثیف خواند اما اظهار داشت که این گروه به صورت دمکراتیک انتخاب شده‌است. کافمن ضمن احمق و تروریست خواندن دولت اسرائیل خواستار تحریم تسلیحاتی این کشور از طرف دولت انگلیس شد. لیکن برخی دیگر از اعضای پارلمان این مقایسه او را زیر سئوال بردند.[۳۲][۳۳][۳۴]
- جورج گالوی نماینده مجلس عوام انگلیس، گفت که محاکمه و پیگرد قانونی تزیپی لیونی، وزیر خارجه سابق اسرائیل و دیگر مسئولان اسرائیلی به علت ارتکاب جنایات جنگی در غزه تا پایان عمرشان ادامه خواهد داشت و مرتکبان جنایات جنگی نخواهند توانست از عدالت بین‌المللی فرار کنند.[۳۵]

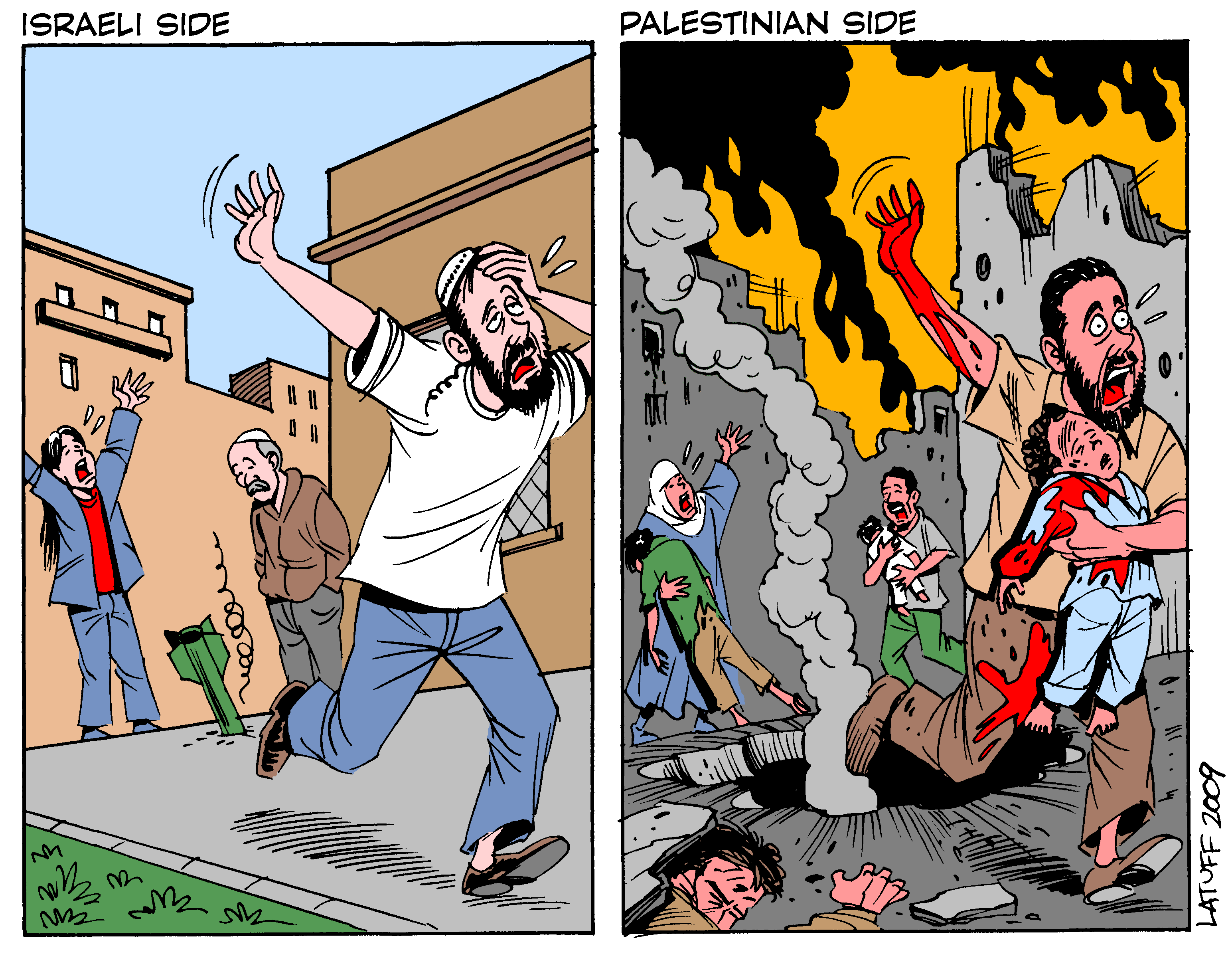

### واکنش هنرمندان
- بعد از پایان جنگ غزه، کارلوس لاتوف، کاریکاتوریست برزیلی اقدام به طراحی کاریکاتورهای متعددی در انتقاد به جنگ غزه کرد.[۳۶]
- در ژانویه ۲۰۰۹، خواننده سوری-آمریکایی به نام مایکل هارت آهنگی در حمایت از شهروندان فلسطینی نوار غزه که مورد حمله اسرائیل قرار گرفته‌اند منتشر کرد که مورد استقبال گسترده کاربران اینترنت و یوتیوب قرار گرفت. این آهنگ ما فروکش نخواهیم کرد نام داشت.[۳۷][۳۸]

## تظاهرات‌ها و اعتراضات مردمی

### واکنش‌های داخلی در اسرائیل
- اسرائیل: تظاهرات دانشجویان چپ‌گرای اسرائیلی دانشگاه عبری اورشلیم، دانشگاه تل‌آویو و دانشگاه حیفا در محکومیت عملیات هوایی اسرائیل در نوار غزه.[۳۹]

### دیگر کشورها
- ایران:

- ترکیه: هزاران نفر از مردم ترکیه با برپایی تجمع اعتراض‌آمیز در روز یکشنبه ۲۸ دسامبر ۲۰۰۸، در شهرهای آنکارا، استانبول، آنتالیا، آکسارای و غازیان حمله اسرائیل به غزه را محکوم کردند.[۴۰]
- مصر: مردم مصر در اعتراض به یورش اسرائیل به غزه و همچنین سکوت سران عرب دست به راهپیمایی زدند. مردم مصر در این راهپیمایی با شعار مبارک سرنگون باد و لبیک یا نصرالله به فراخوان سید حسن نصرالله برای مقابله با دنباله‌روی مبارک از سران اسرائیل پاسخ مثبت دادند.[۴۱]
- فرانسه:در زمان حمله اسرائیل به غزه، در کشور فرانسه ۵۵ مورد اقدام خشن و کینه‌جویانه علیه یهودیان یا موسسات مرتبط انجام شد. در پی گسترش این اقدامات، وزیر امور داخله این کشور در پیامی به معترضان به جنگ غزه در فرانسه، از آنها خواست که یهودیان فرانسه را هدف اعتراضات خود قرار ندهند.[۴۲]
- اسپانیا:در سالگرد جنگ غزه در اسپانیا، صدها کودک محصل اسپانیایی نامه‌های اعتراض‌آمیزی با مضمون پایان دادن به محاصره نوار غزه و کشتار فلسطینیان، به سفارت اسرائیل در مادرید تحویل دادند. این اقدام کودکان اسپانیایی خشم مقامات اسرائیل را موجب شد[۴۳] و در پی این اقدام، آلوارو ایرانزو سفیر اسپانیا در تل‌آویو به وزارت امور خارجه اسرائیل احضار شد.[۴۴]
- بولیوی در روز هفدهم جنگ بولیوی روابط دیپلماتیک خود را با اسرائیل قطع کرد و رئیس‌جمهور آن خواستار بازپس‌گیری جایزه صلح نوبل شیمون پرز گردید.[۴۵]
- هند در طول جنگ هندوستان چندین مرتبه یورش اسرائیل به نوار غزه را محکوم کرد.[۴۶]

## واکنش برخی روحانیون مشهور
- سید علی سیستانی ضمن محکوم‌کردن این حمله خواستار اقدام عملی کشورهای اسلامی شد.[۴۷]
- سید علی خامنه‌ای رهبر جمهوری اسلامی ایران حملهٔ اسرائیل به غزه را محکوم کرده و ضمن اعلام نهم دی ۸۷ به عنوان عزای عمومی در ایران، در فتوایی مسلمانان جهان را برای دفاع از مردم غزه فرا خواند:

 همهٔ مجاهدان فلسطین و همهٔ مؤمنان دنیای اسلام به هر نحو ممکن موظف به دفاع از زنان و کودکان و مردم بی‌دفاع غزه‌اند و هر کس در این دفاع مشروع و مقدس کشته شود شهید است و امید آن خواهد داشت که در صف شهدای بدر و اُحد در محضر رسول‌الله محشور شود…
- شیخ عوض القرنی نیز که از با نفوذترین مفتیان عربستان سعودی است با حمله به اسرائیل، گفته‌است هنگامه «بنیان مرصوص» فرا رسیده و من به حکم خدا، فتوا می‌دهم که به همه منافع اسرائیل در سراسر جهان، حمله شود.[۴۹][۵۰]
- خاخام ماشالله گلستانی‌نژاد مرجع دینی رسمی کلیمیان ایران ضمن خواستار کمک به مردم غزه و حرام دانستن کمک به اسرائیل گفت: صهیونیست‌ها هیچ‌گونه پایبندی به مقررات مذهبی آیین یهود ندارند و هرگز نمی‌توان آنها را فرزندان یعقوب و امت موسی دانست.[۵۱]

## واکنش‌های دیپلماتیک

### اخراج سفیر اسرائیل از ونزوئلا
دولت ونزوئلا در ۱۸ دی شلومو کوهن سفیر اسرائیل در کاراکاس را با صدور بیانیه‌ای که از طرف وزارت امور خارجه صادر شد اخراج کرد و اخراج وی را نشانه پایبندی به صلح و تقاضا برای احترام به حقوق بین‌المللی دانست. این بیانیه با تروریسم خواندن اسرائیل و اتهام نقض حقوق بین‌المللی، بر کشتار زنان و کودکان بی گناه غزه تأکید کرده‌است. همچنین ضدیهودی گری به شدت رد شده‌است و در کنار آن از یهودیان آزاده برای مخالفت با اسرائیل دعوت شده‌است.

### قطع روابط دیپلماتیک بولیوی با اسرائیل
اوو مورالس رئیس‌جمهوری بولیوی در ۱۴ ژانویه (۲۵ دی) عنوان کرد که دولت بولیوی روابط دیپلماتیک خود را با اسرائیل قطع کرده‌است.

### انحلال کمیته دوستی پارلمانی ترکیه و اسرائیل
پس از لغو عضویت داوطلبانه نمایندگان پارلمان ترکیه جهت حمایت از مردم غزه و ابراز نفرت از اسرائیل، از کمیتهٔ دوستی ترکیه و اسرائیل، که از نمایندگان پارلمانی ترکیه و اسرائیل تشکیل شده بود، این کمیته منحل شد.

### اخراج سفیر اسرائیل از موریتانی
کشور موریتانی در بهمن ۱۳۸۷ سفارت خود در تا آویو را تعطیل کرد و پس از آن در اسفند ۱۳۸۷، محمد ولد عبدالعزیز، رئیس شورای نظامی حاکم در موریتانی، سفیر اسرائیل را از کشورش اخراج کرد. این اقدام در پی درخواست‌های مردمی جهت قطع کامل روابط با اسرائیل به دلیل جنگ غزه، رخ داد.